# Borrassá
Borrassá (oficialmente y en catalán Borrassà) es un municipio español de la comarca del Alto Ampurdán, en la provincia de Gerona, comunidad autónoma de Cataluña.

## Demografía
Borrassá cuenta con una población de 773 habitantes (INE 2024).
| Gráfica de evolución demográfica de Borrassá entre 1842 y 2021                                                      |
| |
| Población de derecho según los censos de población del INE Población de hecho según los censos de población del INE |